# Kosta Nedeljković
Kosta Nedeljković (szerbül: Kоста Недељковић; Szendrő, 2005. december 16. –) szerb válogatott labdarúgó, az RB Leipzig játékosa kölcsönben az Aston Villa csapatától.

## Pályafutása

### Klubcsapatokban
2021 februárjában aláírta első profi szerződését a Red Star Belgrade csapatával, amely klubban nevelkedett. 2022 decemberében meghosszabbították a szerződését. 2023 januárjában kölcsönbe került a Grafičar csapatához, amely a Red Star másodikcsapataként működött. 17 tétmérkőzésen lépett pályára és egy gólt jegyzett. Március 16-án 36,4 km/h-s végsebességet mértek nála a Zlatibor Čajetina elleni találkozón, ami Kylian Mbappé, Achraf Hakimi és Erling Haaland sebbességével vetekedett. A 2023–24-es szezon előtti felkészülési időszakban a felnőtt kerettel készült.
2023. augusztus 5-én mutatkozott be a Red Star első csapatában a Napredak Kruševac ellen csereként a 4–0-ra megnyert bajnoki mérkőzsen. Október 25-én az UEFA-bajnokok ligájában is debütált a német RB Leipzig ellen 3–1-re elvesztett mérkőzésen. December 17-én 2027. június 30-ig hosszabbított a klubbal.
2024. január 22-én 7,6 millió euróért szerződtette az angol Aston Villa csapata 2030. június 30-ig. A szezon befejezte után csatlakozott az angolokhoz. Ezt követően térdsérülést szenvedett, így a szezon további részét kihagyta. 2024. augusztus 17-én csereként debütált a West Ham United ellen 2–1-re megnyert bajnoki mérkőzésen. Ő lett az 1000. játékos, aki a klub színeiben pályára lépett a bajnokságban.
2025. február 3-án a 2024–25-ös szezon hátralévő részére kölcsönbe került a német RB Leipzig csapatához, amelynek vételi opciója lesz a megvásárlására. Február 14-én az Augsburg ellen mutatkozott be a bajnokságban a 82. percben Ridle Baku cseréjeként a 0–0-ra végződő találkozón. Július 14-én jelentette be a klub, hogy a következő idényt is a csapatnál tölti. 

### A válogatottban
Többszörös szerb utánpótlás-válogatottként részt vett a 2022-es U17-es labdarúgó-Európa-bajnokságon. 2023-ban meghívót kapott a felnőtt válogatottba, de pályára nem lépett. 2024. szeptember 5-én debütált Spanyolország ellen 0–0-ra végződő UEFA Nemzetek Ligája találkozón.

## Sikerei, díjai
- Red Star Belgrade
  - Szerb bajnok: 2023–24
  - Szerb kupa: 2023–24